# Magnetic Fields
Magnetic Fields (fr. Les Chants Magnétiques) – album twórcy muzyki elektronicznej Jeana-Michela Jarre’a, wydany w 1981 roku. Inspiracją do stworzenia tego albumu były m.in. dzieła Andy’ego Warhola. Muzyka na nim zawarta została stworzona za pomocą cyfrowego syntezatora Fairlight CMI, dzięki czemu uzyskano nowe, nieznane dźwięki. Usłyszeć na albumie można również odgłosy rozmaitych przedmiotów i urządzeń wytwarzanych przez człowieka.
Oryginalny tytuł francuski stanowi grę słów: wyrażenie les chants magnétiques („śpiewy magnetyczne”) wymawia się prawie tak samo jak les champs magnétiques („pola magnetyczne”); angielski tytuł nie zachowuje tej gry słów.
Album rozpoczyna się utworem „Magnetic Fields part 1”, trójczęściowym, trwającym blisko 18 minut i będącym esencją całego albumu dziełem. Rozpoczyna się mocnymi tonami, by po kilku minutach przejść w melancholijną część drugą. Ta kończy się odgłosem przelatującego samolotu i nagłym rozpoczęciem części trzeciej.
„Magnetic Fields 2” to skoczny utwór z charakterystyczną sekwencją „klaśnięć”. Kończy go odgłos przejeżdżającego pociągu, będący swoistym łącznikiem między tym utworem a „Magnetic Fields 3” – utworu utrzymanego w typowo industrialnych klimatach. Utwór ten jest swoistym popisem możliwości Fairlighta. Po nim następuje „Magnetic Fields 4”, w którym można odnaleźć charakterystyczne echa bossa novy.
Fragment pierwszego utworu był również wykorzystywany jako dżingiel istniejącej do lipca 1997 roku anglojęzycznej radiostacji numerycznej, mającej przydomek Magnetic Fields.

## Lista utworów
| Nr | Tytuł utworu                 | Długość |
| -- | ---------------------------- | ------- |
| 1. | „Magnetic Fields (Part I)”   | 17:49   |
| 2. | „Magnetic Fields (Part II)”  | 3:59    |
| 3. | „Magnetic Fields (Part III)” | 4:15    |
| 4. | „Magnetic Fields (Part IV)”  | 6:18    |
| 5. | „Magnetic Fields (Part V)”   | 3:30    |
|    |                              | 35:51   |